# Richmond Hill (Georgia)
Richmond Hill – miasto w Stanach Zjednoczonych, w stanie Georgia, w hrabstwie Bryan.